# Gladstone (Oregon)
Pour les articles homonymes, voir Gladstone.
Gladstone est une ville de l'état de l'Oregon dans le nord-ouest des États-Unis. Elle est située dans le Comté de Clackamas à environ 19 km au sud de Portland, au confluent des rivières Clackamas et Willamette. Sa population était de 12 017 habitants lors du recensement de 2020.

## Démographie
La population de la localité lors du recensement de 2020 est de 12 017 habitants.

## Histoire
Les premiers habitants du secteur étaient des peuples autochtones (les plus récents étant les Clackamas, de langue chinook) qui ont occupé la région depuis les temps les plus reculés jusqu'aux alentours de 1840, année où le pasteur Jason Lee et sa mission méthodiste ont pris possession d'une grande partie de ce qui est aujourd'hui East Gladstone et l'ont baptisée Klackamus Farm.
La ville de Gladstone a été fondée par le juge Harvey Cross en 1889 et officiellement constituée le 10 janvier 1911. Elle a été nommée d'après le Premier ministre britannique William Ewart Gladstone.